# Fanny de Beauharnais
Marie-Anne-Françoise Mouchard de Chaban, conocida como Fanny, condesa de Beauharnais por matrimonio, es una mujer de letras francesa de finales del Siglo de las Luces. Madrina de Hortensia de Beauharnais, su sobrina nieta, fue miembro de la Academia de Lyon, de la Académie de Villefranche y del Beaujolais, de la Academia de la Arcadia y de la Academia de los Juegos florales.
En la misma línea que Madame de La Fayette y de Voltaire, su obra se inscribe en un movimiento literario calificado como fugitivo. Con ironía y ligereza, sus versos, cuentos morales o cuentos fantásticos desentrañan el carácter sensible y ridículo de los hombres, sin olvidar el de las mujeres.
y denigrada bajo el prototipo del Bas-bleuisme, ella misma encarnó los últimos momentos del arte de la conversación que se practicaba en el siglo XVIII. Entre otros contemporáneos más famosos en la actualidad que ella, en su época era la mujer que ilustraba con más libertad el feminismo, durante toda su vida literaria, [...] luchar para defender el estatus de mujeres-autoras, con objetivo de obtener el derecho de todas las mujeres a explicarse.

## Biografía

### Huérfana en el convento (1737-1753)
Luis XV, contaba con veintisiete años cuando nació Marie Mouchard de Chaban, ocho meses después del matrimonio de sus padres. Contaba con apenas dos años cuando murió su madre, Anne Louise Lazure. Ésta era una hija de un mariscal descendiente de una dinastía de cortesanos.
Su padre, François Abraham Marie Mouchard de Chaban, era escudero que había pasado a ser encargado de las finanzas de Champaña en el convento de la Orden de la Visitación que Juana de Chantal había fundado el 1619 en París. Recibió una educación reservada a las hijas de los aristócratas, una educación muy severa e incluso humillante. A los diez años compuso un poema que fue requisado y destruido por las hermanas religiosas, como si fuese un tratado herético.

### Mal casada (1754-1761)
Reacia a la vocación religiosa, Mademoiselle de Chaban sale del convento a la edad de quince años para casarse, el 1 de marzo de 1753, con un hombre veinte años mayor que ella, el conde Claude de Beauharnais, hermano de François de Beauharnais y héroe de la Guerra de los Siete Años.
De este matrimonio nacen tres hijos, entre ellos Claude de Beauharnais, futuro par de Francia. Ella también tendrá algunos hijos ilegítimos, como una hija que acabará reconociendo durante el Directorio.

### Mujer liberada (1762-1784)
Nueve años después de su matrimonio, en 1762, la condesa de Beauharnais obtiene el divorcio gracias a un régimen de excepción contrario completamente a la moral católica.
Regresa a casa de su padre, en la rue Monrmartre y se consagra a la literatura, a la que se dedica con pasión. Compone versos, actividad clandestina de su infancia, que aparecen publicados en 1772. Gracias a ello, se convertirá en uno de los pilares de la revista Almanach des Muses y escribirá cuentos filosóficos a la manera de Voltaire, género que éste que había puesto de moda veinte años antes.
Aquí recibe a numerosas personas relacionadas con las letras, formando así el génesis de lo que posteriormente sería conocido como salón literario. En 1777, conoce al nuevo director del Journal des dames, Claude-Joseph Dorat, que se convierte en su amante. Fanny de Beauharnais comenzará a escribir en él y creará las Lettres de Stéphanie, novela epistolar que publica en 1780. Tiempo después, éste es remplazado por Michel de Cubières-Palmézeaux, que pasará a ser conocido como Cubières-Dorat reafirmando su amor a la república.
A la muerte de su padre, en 1782, se ve obligada a vivir en la indigencia y vuelve al convento, aunque sigue llevando la misma vida social.

### Un salón previo a la Revolución (1785-1788)
Poco después de la muerte de su marido, en 1784, Luis XVI de Francia llevaba reinando diez años y Fanny de Beauharnais, que contaba con cuarenta y siete, alquila en París uno de los apartamentos más bonitos del Hôtel d'Entragues, en rue de Tournon y decora la habitación principal en tonos azules y plateados para transformarla en un salón literario. Sin embargo, sus viernes nunca tuvieron el prestigio de los miércoles de su rival, Madame Geoffrin, a cuya casa iban de visita alguno de los jefes del estado.
Además de Chevalier de Cubières, con quien compartirá su vida hasta su muerte durante el Primer Imperio, Fanny de Beauharnais se rodea de Louis-Sébastien Mercier, de Laus de Boissy, de Olympe de Gouges y de otros autores dramáticos que se quejaban de la Comédie-Française. Se muestra en compañía también de la feminista Anne-Marie du Boccage, autora con la que muestra una gran intimidad
En su salón literario también se encuentran, entre otros, Cazotte, Rabaut, Potocki, Bitaubé, Soulavie, Baculard d’Arnaud, Beffroy de Reigny, Bailly, Dussaulx, Lévesque, Robin, La Salle, Gudin, Cournaud, Brizard, MM. de Sainte-Aldegonde, de Breghini, de Gardanne, de Vigneul, de Rochefort.
Mably la visita de forma regular, al igual que Rousseau, Buffon la llama de forma afectuosa mi pequeña niña. Comparte un intercambio epistolar con el rey de Prusia Federico II el Grande. El embajador americano Jefferson también visitó su salón literario, pero no le gustó el ambiente que allí se respiraba.
El 31 de enero de 1797, su Fausse inconstance se representa en la Comédie-Française. Esta obra se ve interrumpida en el tercer acto por calumnias misóginas de la sociedad.
En 1788, tras Goethe y antes de los autores del Romanticismo, el gusto por lo exótico la lleva a Roma, donde es recibida en la Academia de la Arcadia. En su casa, en ese mismo año, Talma lee de forma privada su obra Charles IX de Marie-Joseph Chénier, cuya creación y publicación resulta ser todo un evento político.

### La República (1789-1803)
Miembro del Club Bretón, Fanny de Beauharnais fue encarcelada en noviembre de 1789 durante un pequeño periodo, aunque algunos historiadores toman como falso dicho hecho. Durante la Revolución huyó a Italia, aunque tuvo que regresar en 1790.
Durante esta estancia en París volvió a alojarse en la rue de Tournon, aunque esta vez en el número 6, donde instala su salón. Recibe representantes de las tres primeras legislaturas.
La desde ahora condesa de Beauharnais, que no emigrará pero sí se refugiará en tierras poitevinas, continua recibiendo algunos amigos tras la muerte de Luis XVI. En 1793, su hija Marie Françoise, divorciada de su primo hermano François de Beauharnais, es encerrada durante un tiempo en la prisión de Sainte Pélagie.
Durante el Directorio, vivió con su sobrina Josefina de Beauharnais en una casa particular situada en el número 6 de la rue Chantereine que pertenecía a Louise-Julie Carreau, esposa de Talma.. Es aquí donde el joven general sin fortuna, Napoleón Bonaparte, conoce a la futura emperatriz, con la que se casará el 9 de marzo de 1795.
En 1800, L'Isle de la Félicité, un extenso poema la consagra en el Lycée de Toulouse, también conocido como la Académie des Jeux floraux, del cual comienza a formar parte al igual que ilustres como Voltaire. El año siguiente, durante su renacimiento bajo el nombre de Athénée, la Academia de Lyon le otorga un diploma de asociada.

### Aliada del Emperador (1804-1813)
Aliada de Napoleón Bonaparte gracias al apellido de su difunto marido y por ser madre del senador de Amiens, abuela de la Gran Duquesa de Bade, tía abuela del vice rey de Italia y madrina de la reina de Holanda, Fanny de Beauharnais malgasta su dinero en extravagancias. Con setenta años, se maquilla de forma exagerada, se comporta de manera muy coqueta y se viste igual que cuando tenía veinte años. Se reúne también con numerosos hombres como Verninac, Cournand, Vigée, Boufflers, Roquelaure, Mercier, Cailhava, Delisle de Sales, Volmerange, Denina...
Su influencia crece más aún cuando conoce, en 1810, a otra mujer poeta, Fortunée Briquet. Vivió desde entonces en la rue Saint-Dominique, en la que murió tres años más tarde un poco en el olvido.

## Obras

### Poesía
- Œuvres de Madame la comtesse de Beauharnais, París, 1772,

rééd. Mélanges de poésies fugitives et de prose sans conséquence, Delalain, Ámsterdam, 1776, 158 p.
- L'ile de la Félicité, ou Anaxis et Théone, poème philosophique en trois chants ; précédé d'une Épitre aux femmes : par madame Fanny Beauharnais, auteur de l'Épitre aux hommes ; et suivi de quelques poésies fugitives, Masson libr., París, año IX republicano,, (en línea (fr) en Gallica).
- Élégie sur la mort de Son Altesse Madame la Princesse de La Leyen arrivée le 4 juillet 1810, Dumaka impr., Paris, [s. d.], 3 p.
- La Cyn-Achantide, ou le Voyage de Zizi et d'Azor, poème en cinq livres, Houzé, París, 1811 (en ligne sur Gallica).

### Cuentos filosóficos
- Zabhet ou les heureux effets de la bienfaisance, Gueffier, Ámsterdam, 1775.
- Volsidor et Zulménie, conte pour rire; Moral, si l'on veut, et philosophique en cas de besoin., Delalain, Ámsterdam, 1776, rééd. 1780, réed. Couturier et L'Esclapart, París, 1787, vol I.
- Le Cabriolet, ou l'Egoïste corrigé, conte en l'air., [s.l.], 1784.

### Novela corta
- Les Époux amans ou Colisan et Fénicie. Anecdote espagnole, in N. de la Dixmerie, Lettres sur l'Espagne ou Essai sur les mœurs, les usages et la littérature de ce royaume. Précédé d'un Éloge de l'auteur et suivi d'un Précis sur les formes judiciaires de l'Inquisition, par C. P. Michel de Cubières-Palmézeaux., vol. II, Librairie économique, Paris, 1810.
- Pièces fugitives, ibidem.
- Les Amours magiques, Guillaume, Paris, 1811, vol I.
- La Nouvelle folle anglaise, Guillaume, Paris, 1811, vol III.
- Autres nouvelles et opuscules, Guillaume, Paris, 1811, vol III.

### Novela
- Lettres de Stéphanie, ou l'Héroïsme du sentiment, roman historique en trois parties., Dériaux, Paris, 1778, 3 vol.
- L’Abailard supposé, ou le Sentiment à l'épreuve., P. Fr. Gueffier, Ámsterdam, 1780, rééd. Paris, 1781.

trad. par Sincere Rastelli, L' Abelard supposto, ossía Il sentimento alla prova., Aimé de La Roche impr., Lyon, 1791.
- Lettres des femmes, Couturier et L'Esclapart, Paris, 1787, vol. II.
- Les Amants d'autrefois, Couturier et L'Esclapart, Paris, 1787, vol III.
- An., Constance ou le Triomphe de l'infortune, troisième édition, revue, corrigée et augmentée., Maradan, Paris, 1789.
- An., Les Nœuds enchantés ou la Bisarrerie des destinées., Impr. papale, Roma, 1789.

### Dramas
- La Haine par amour, in Mélanges de poésies fugitives, supra, 1776,
- Le Rosier parlant, in Mélanges de poésies fugitives, supra, 1776,
- L'Aveugle par amour, P. Fr. Gueffier, Paris, 1781.
- La Fausse inconstance ou le Triomphe de l'honnêteté, pièce en cinq actes, en prosa., L'Escalpart, Paris, 1787,

### Artículos y poemas publicados en elAlmanach des Muses
Número de 1772
- « Aux Hommes », p. 1-4.
- « A M. le Comte de ** partant pour l'Angleterre », p. 22.
- « Vers à Orosmane », p. 52.
- « A la Providence », p. 87-88.
- « Romance, air noté », p. 155.

Número de 1773
- « Regrets du premier âge », p. 36.
- « Aux Femmes », p. 49-50.
- « A Mademoiselle de S**, pour sa fête », p. 81.
- « A la raison de M. le Comte L. T. D.», p. 179-180.

Número de 1774
- « Réponse à l'épître sur l'amitié des femmes, insérée dans l'Almanach des Muses de 1771, p. 161 », L'Almanach des Muses, p. 15-17.
- « A un irrésolu », p. 2.
- « A la raison d'un homme qui en a, épître à M. le Marquis d'Aub** », p. 81-82.
- « Aux philosophes insoucians », p. 97-98.
- « Réponse à des stances de M. le Chevalier de Cubières », p. 143-144.
- « Imitation de Sapho », p. 166.
- « Réponse aux vers de M. Doigni du Ponceau », p. 183-184.

Número de 1775
- « Madrigal », p. 6..
- « A la folie », p. 18.
- « Portrait des François » p. 98.
- « Aux Turcs », p. 109-110.
- « Aux Sauvages », p. 173-174.
- « A M. le Maréchal de ** », p. p. 182.
- « Regrets d'une Bergère », p. 221-222.
- « A M. le Chevalier de **, en recevant de lui un superbe oiseau », p. 225.

Número de 1776
- « Vers sur les douceurs du cloître », p. 12.
- « A M. le Maréchal de ** », p. 30.
- « Vers à M. le Marquis de *** », p. 47-48.
- « Billet d'une bergère, daté des champs. », p. 111-112.
- « A M. le Comte d'H** », p. 195-196.

Número de 1777
- « A des dames qui ne m'aiment pas », p. 180.
- « A un homme qui auroit voulu être femme », p. 188.
- « Réponse à des vers de M**, sur un gazetier », p. 217-218.

Número 1778
- « Sur l'amitié », p. 136.
- « Aux inconstans », p. 189.
- « Hymne d'une bergère à l'amour », p. 213-214.

Número de 1779
- « Aux incrédules, épître à M. de Buffon », p. 167-169.
- « A la Reine, un jour qu'elle étoit à l'Opéra », p. .240.

Número de 1780
- « A M. le Comte de **, qui venoit d'être malade », p. 39.
- « La plainte raisonnable », p. 169.
- « A M. de **, qui avoit adressé des vers à l'auteur, en lui envoyant un recueil de poésies », p. 201-202.

Número de 1781
- « A M. Bailly de l'Académie des Sciences, en recevant de lui le présent de ses Lettres sur l'Atlantide de Platon », p. 117-119.
- « Epître à l'ombre d'un ami », p. 171-174.

Número de 1782
- « Romance faite à Ermenonville sur le tombeau de J. J. Rousseau », p. 157-158.

Número de 1791
- « Vers à l'amitié », p. 21-23.

Número de 1792
- « L'âge du bonheur », p. 4.

Número de 1799
- « A Frédéric II, roi de Prusse, au sujet de la grand-messe qu'il a fait chanter à Breslaw, pour le repos de l'ame de Voltaire », p. 138-141.

Número de 1803
- « Vers à Bonaparte, au moment où le peuple français votait sur cette question : Napoléon Bonaparte sera-t-il consul à vie? », p. 103-104.

### Contribuciones en otras revistas
Mélanges littéraires, ou Journal des Dames, dédié à la Reine, octubre de 1777.
- « A la Reine, un jour qu'elle étoit à l'Opéra. », p. 301.

Dir. L. Laus de Boissy, Le Tribut des muses, ou Choix de pièces fugitives tant en vers qu'en prose, dédié aux mânes de Voltaire., Grange, París, 1779.
- « Aux incrédules, épître envoyée à M. le Comte de Buffon », p. 153-156.
- « A la Reine, un jour qu'elle étoit à l'Opéra », p. 175.

Le Journal de Paris, de enero a diciembre de 1780.
- « Epître à l'ombre d'un ami», n.º. 141, p. 576-578, 20 mai.
- « Vers à M. B, de l'Académie des Sciences, en recevant de lui le présent de ses Lettres sur l'Atlantide de Platon », n.º. 248, p. 1004-1006, 4 septembre.
- « A M. Le Mierre, sur son élection à l'Académie françoise », n.º. 337, p. 1373, 2 décembre.

Le Journal de Lyon, ou annonces et variétés littéraires, pour servir de suite aux Petits offices de Lyon, 1784.
- « Conseils aux femmes », n.º. 9, p. 136-137, 28 avril.
- « Vers de Madame la Comtesse de Beauharnois, à M. le Comte de St Aldegonde, en lui envoyant ‘’Stéphanie’’ et ‘’L'Aveugle par amou’’ r», n.º. 11, p. 161-162, 26 mai.
- « A Monsieur le Comte d'Oels », n.º. 24, p. 371-372, 2 novembre.
- « Imitation d'une élégie angloise de M. William Thornton, sur la mort de son frère », n.º. 25, p. 387-389, 9 décembre.

Le petit Magasin des dames, vol. II, 1804.
- « Délie à Tibulle, imitation. », p. 10.

### Ensayos
- A tous les penseurs, salut!, Paris, 1774, rééd. 1793.

« Sur la situation et les droits de la femme dans la société ».
- Épitre aux hommes.
- A la Mémoire de Madame Dubocage, Richard impr., Paris, 1802, 16 p.
- Pièces fugitives et fragments de sciences et de lettres, in A. de Cournand, Léandre et Héro, poème en trois chants, imité du grec de Musée., Paris, Guyon, 1806.
- Con Ch. de Villers, Die Schlacht bei Lübeck, Weiland, 1806, 120 p.
- La Marmotte philosophe, ou la Philosophie en domino., Guillaume, Paris, 1811, vol II.

### Correspondencia importante
- A Beaumarchais.[17]
- Recomendación de Michel de Cubières a Lucien Bonaparte, 4 nivôse an VIII.[18]
- Cartas a la reine Hortense.[19]
- Carta a Bitaubé.[20]
- Carta a Boufflers.[20]

## Recepción
Tenéis talentos y gracia modesta junto a un corazón inocente que jamás daña a nadie [...] Pongo a los pies de la bella musa francesa un respetuoso homenaje, señora, de un viejo enfermo.
Voltaire, Carta a F. de Beauharnais, 1775.

Muchas de sus obras fueron publicadas de forma anónima para escapar a la censura y atraer la atención de los lectores aunque también recurrió a añadirlas como anexo a obras de autores masculinos, por los que muchos de sus detractores los atribuían a éstos. No es hasta 1800 cuando Fanny de Beauharnais gozó de un reconocimiento incontestable. Su presencia se puede encontrar en todas las sociedades literarias.